# Birkenfeld (Oregon)
Birkenfeld ist eine Ortslage am Nehalem River im Nordwesten des US-Bundesstaates Oregon (Columbia County).
Namensgeber war Anton Birkenfeld, der Ende des 19. Jahrhunderts aus Deutschland nach Oregon auswanderte. Er ließ sich 1886 in dem Tal nieder und gründete 1910 die Siedlung.
Das Gebiet wird von der Staatsstraße Oregon Route 202 und dem Nehalem River durchquert. Östlich und talaufwärts liegt Mist, westlich Jewell.